# 末次茂朝
末次 茂朝（すえつぐ しげとも、生年不詳 - 1676年（延宝4年））は、江戸時代の長崎代官。

## 長崎代官・末次家
近世初期、長崎の町は地子を免除された内町とそれ以外の外町に分かれていた。長崎代官は外町を支配しており、初代代官の村山等安が処刑された後、末次家が代官職を任され、末次平蔵政直・末次茂貞・末次茂房と世襲された。末次茂朝は4代目であり、先の3代と同様「末次平蔵」の名も世襲した。

## 経営
末次家は代官職を務めるかたわら、朱印船貿易、貿易の斡旋、外国商館・長崎地下役人・西国諸大名への資本の貸付、長州藩の紙取引など、様々な事業で巨利を得ていた。
貿易の斡旋は、江戸幕府の閣老や西国の諸大名や町人等、広範囲の人々を相手にし、大名が直接海外貿易を行うことが禁止されてからは、その代理人となって輸入品の購入斡旋や短期の融資を行った。紙の取引は、長州藩が専売制にしていた紙の、西日本への販路を博多の大賀宗伯とともに握り、長崎と博多で販売した。

## 没落
延宝3年（1675年）、茂朝の召使の陰山九太夫という者が、唐小通事の下田弥惣右衛門と謀り、王元官という唐人から船を買取り、王仁尚・王振官という2人の唐人を船頭に雇って、カンボジアに渡航して密貿易を企てた。この船を台湾に入港させて修復したことから、当局へ通報され、抜け荷が発覚した。
当時の長崎奉行岡野貞明と牛込重忝はこの件を幕府に報告。翌延宝4年（1676年）2月、上使・松平主殿頭は、400余名の配下を従えて長崎に下向。在勤奉行の牛込重忝と供に取り調べを始めた。長崎に帰港した船を検分すると、船底が二重底になっており、また関係者の自白から日本の絵図・太刀・脇差、その他の武具の類を売却したことが明らかとなった。
これを受け、同月、主殿頭の家来や奉行所の役人達が、茂朝とその名代役である娘婿の末次平左衛門の屋敷に向かい、これを闕所とした。茂朝と平左衛門の2人は松平右衛門佐に預けることとし、浦五島町の屋敷内に座敷牢を造ってそこに収監し、監視させた。茂朝の母・長福院は末次家の屋敷に押込め、外町4町ずつ昼夜を問わず交代で番人に監視させ、奉行所からは与力・同心・船番各2人、また主殿頭の家来2人、さらに門番には鉄砲を持たせ、そのうえ大勢の侍が見張りをした。
同年4月、陰山九太夫と下田弥惣右衛門は、市中引き回しの上、長崎港内の裸島で磔刑に処せられた。九太夫の一子虎之助（9歳）は獄門。弥惣右衛門の養子（10歳）は、壱岐に流罪となった。平蔵茂朝は、資金が抜け荷に利用されたものの、当人は直接事件に関与してはおらず、また代官として私曲がなかったため、死一等を免じて長子平兵衛とともに隠岐に、長福院と末子三十郎（3歳）の2人は壱岐にそれぞれ流され、末次家は断絶した。末次平左衛門は、江戸・京都・伏見・大坂・堺・奈良・長崎近辺追放となった。後年赦免されたが、行方不明となっている。磨屋町の弥富九郎右衛門は、密貿易に直接関係しなかったが、唐人に資金を融通し、船の修理を周旋したことから、市中引き回しの上、獄門。その子十郎（8歳）は、一切を自白したことから身分預け。茂朝の召使井上市郎右衛門は、取調べ中に自害した（『寛宝日記』、『長崎実録大成』）。
末次家の財産は全て没収。その動産は、銀8,700貫目、金90,000両、黄金100枚、貸付銀10,000貫。他にも伽羅、珊瑚、掛幅、屏風、名刀、茶器など、その総額は60万両とも言われた。召し上げられた船は、長崎に隣接する馬籠村に造られた船蔵に、鉄砲31挺と弓10張などは長崎奉行所の武具蔵に納められた。
末次家の断絶後は、長崎町年寄がその職を代行し、元文4年（1739年）に高木作右衛門忠與（ただよ）が長崎代官に任命されてから後は高木家が代官職を世襲した。